# Једи, моли, воли
Једи, моли, воли (енгл. Eat Pray Love) је америчка драма из 2010. године, снимљена по истоименом роману Елизабет Гилберт. Ово је први комерцијално успешан филм Џулије Робертс још од драме Амерички драгани из 2001. године.

## Радња
Лиз Гилберт је имала живот какав би пожелела свака друга жена — згодног супруга, велику кућу, остварену каријеру, али је ипак изгубљена и неиспуњена. Мисли да још увек нема „оно што би је учинило истински срећном”. Због тога се разводи од мужа и креће на пут око света. То путовање ће бити и пут самооткривања: у Италији ће научити да ужива у храни, у Индији ће пронаћи снагу молитве, а на Балију ће се заљубити.

## Улоге
| Глумац         | Улога            |
| -------------- | ---------------- |
| Џулија Робертс | Елизабет Гилберт |
| Хавијер Бардем | Фелипе           |
| Џејмс Франко   | Дејвид           |
| Били Крудап    | Стивен           |
| Ричард Џенкинс | Ричард           |
| Вајола Дејвис  | Делија Шираз     |
| Софи Томпсон   | Корела           |
| Кристин Хаким  | Вајан            |
| Хади Субијанто | Кетут            |